# Louis Querbes

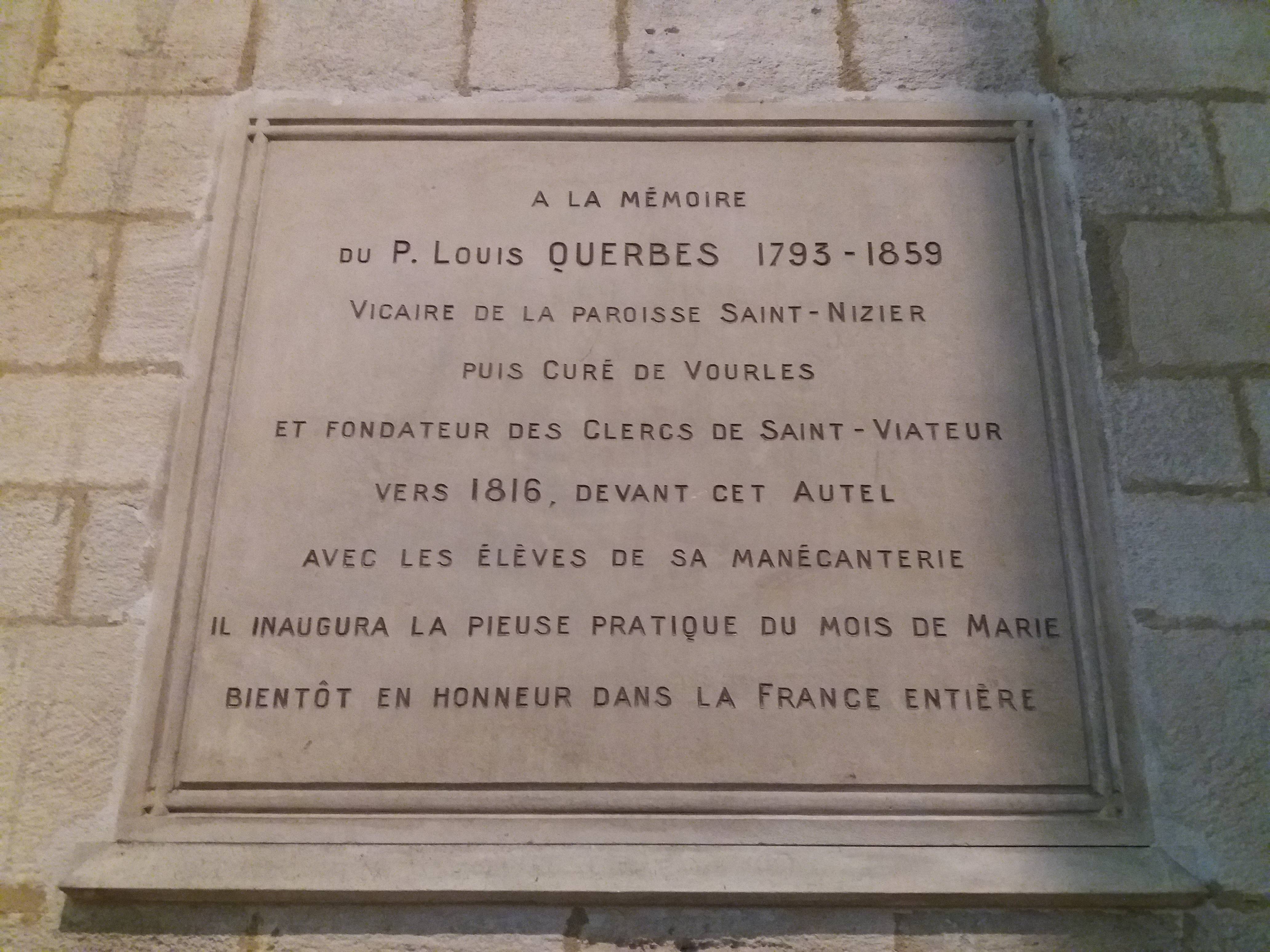
Gedenkplaat voor Louis Querbes in de kerk van Saint-Nizier in Lyon.

Louis Marie Joseph Querbes (Lyon, 21 augustus 1793 — Vourles, 1 september 1859) was een Frans priester en stichter van de congregatie van de Viatorianen.
Na zijn schoolopleiding afgesloten te hebben in 1812 vervolgde hij zijn opleiding aan het grootseminarie. Hij was een schoolkameraad van Marcellin Champagnat, de stichter van de Broeders Maristen, en de heilige Johannes Maria Vianney. Op 17 december 1816 werd Querbes priester en kapelaan in Saint-Nizier. In 1822 werd Louis Querbes overgeplaatst naar Vourles. In dit dorp was de kerk tijdens de revolutie een opslagplaats voor meel geweest. Na de revolutie en de eropvolgende oorlogen was er volgens Querbes behoefte aan nieuw onderwijs en catechese. Daarom verzamelde hij 1826 een groep catecheten rondom zich onder de voorspraak van de heilige Viator van Lyon. Behalve actief op school waren de onderwijzenden ook assistenten van Querbes als pastoor.
Al deze activiteiten van Querbes maakten het noodzakelijk, dat de vereniging een formele status kreeg. De wereldlijke goedkeuring werd in januari 1830, de kerkelijke op 3 november 1831 verleend. De statuten werden door de aartsbisschop van Lyon goedgekeurd op 11 december 1833. De gemeenschap droeg inmiddels de naam "Clerici van Sint-Viator", waarvan hun gebruikelijkere naam Viatorianen is afgeleid.
Op 23 februari 2006 werd het onderzoek voor de heiligverklaring van Querbes door de aartsbisschop van Lyon formeel gestart.